# SS Alaska (1881)
Pour les articles homonymes, voir Alaska (homonymie).
Le SS Alaska est un paquebot transatlantique de la compagnie maritime britannique Guion Line construit en 1881. Il dessert la ligne transatlantique entre Liverpool et New York via Queenstown au cours d'une centaine de voyages et décroche dès sa première année de mise en service en 1882 le Ruban bleu qui récompense la traversée la plus rapide de l'Océan Atlantique et devient le premier paquebot à franchir l'Atlantique nord en moins d'une semaine en 1883.
Revendu en 1897 à la Compania Transatlantica et rebaptisé Magallanes, il sert 3 ans comme transport de troupes puis 3 nouvelles années comme hébergement aux chantiers navals de Barrow avant sa démolition en 1902.

## Histoire

### Construction et caractéristiques
Il est le second d'une série de 3 paquebots rapides (avec l’Arizona et l’Oregon) commandés personnellement par Stephen Barker Guion, le directeur de la Guion Line aux chantiers navals John Elder & Co. à Glasgow (Écosse). Après le succès de l’Arizona en 1879, Guion commande l’Alaska au même armateur afin de pouvoir rivaliser avec ses concurrentes principales sur la ligne transatlantique, la Cunard Line, la White Star Line et l'Inman Line dont les paquebots sont plus luxueux et plus rapides. Comme son prédécesseur, il est la propriété personnelle du directeur.

### Caractéristiques
Il est, lors de sa construction, un des plus gros paquebots au monde. Le New York Times le surnomme même le « bateau mammouth » lors de son lancement en 1881. Il est légèrement plus grand et plus rapide que l’Arizona mais consomme aussi beaucoup plus, environ 250 tonnes de charbon par jour contre les 150 de l’Arizona.
Il mesure 158 mètres de long pour un peu plus de 15,2 mètres de large avec un pont-promenade de 116 mètres. Il est équipé de quatre mâts et deux grandes cheminées et pèse près de 8 000 tonnes. Ses machines à simple turbine développe une puissance de plus de 10 000 CV pour une vitesse moyenne de 16 nœuds.
Comme l’Arizona, l’Alaska est équipé pour accueillir plus de passagers de 1re classe que le reste de la flotte, tout en continuant à transporter la clientèle traditionnelle de la compagnie, de nombreux passagers d'entrepont, essentiellement des émigrants irlandais à destination des États-Unis qui sont embarqués à l'escale de Queenstown. Il est ainsi équipés pour 350 passagers de 1re classe et 1 000 passagers d'entrepont (l'équivalent d'une 3e classe).
Les aménagements sont modernes et luxueux pour l'époque, notamment pour la 1re classe, nouvelle clientèle visée par la Guion Line avec cette gamme de navires. Le grand salon de 19,5 mètres peut accueillir 280 passagers sous un dôme de verre décoré de vitraux. Les aménagements sont spacieux et luxueux pour l'époque. Les quartiers des 1re classe sont éclairés de 360 lampes et équipés de cloches électriques. Le navire offre aussi à ses passagers un boudoir pour femmes et un fumoir. Le New York Times décrit aussi que les aménagements pour les 3e classe sont très confortables et ont été réalisés avec le plus grand soin, bien éclairés et aérés.

### La course au Ruban bleu

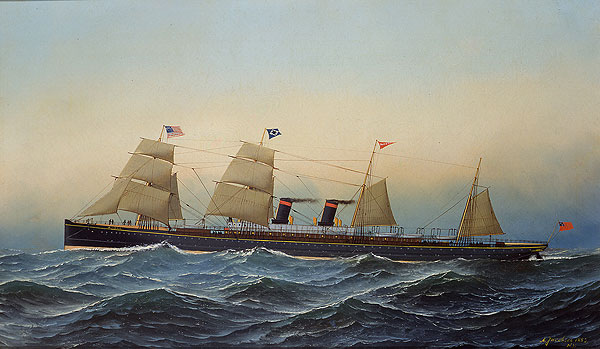
Le SS Alaska peint par Antonio Jacobsen en 1881

Alors que son prédécesseur avait échoué à s'emparer du Ruban bleu malgré un record de vitesse dans l'autre sens en 1879, l’Alaska est le premier navire de la compagnie à décrocher le trophée à quatre reprises en 1882 et 1883, le ravissant ainsi au Germanic de la Cunard Line qui le détenait depuis 1877. Son record de vitesse est réalisé dans le sens contraire (ouest-est) en septembre 1882 en 6 jours 18 heures et 37 minutes à la vitesse moyenne de 17,10 nœuds entre Sandy Hook et Queenstown. Deux ans plus tard, le troisième navire de la série, l’Oregon bat son record et lui succède au palmarès du Ruban bleu en 1884.

### Fin de carrière
Après la liquidation de la compagnie en 1894, il trouve difficilement preneur et n'est finalement vendu qu'en 1897 à une compagnie espagnole, la Compania Transatlantica qui le rebaptise Magallanes et l'affrète comme transport de troupes pour seulement deux ans. À nouveau vendu en 1899 pour démolition, il est racheté par le chantier naval de Barrow qui l'utilise comme hébergement à quai pendant 3 ans avant sa démolition finale à Preston en 1902.